# Nives Sitar
Nives Sitar, slovenska alpska smučarka, * 1972, Kamnik. 
V svetovnem pokalu je med letoma 1992 in 1998 nastopila desetkrat. Prvič 18. januarja 1992 na slalomu za Zlato lisico, ko je s 25. mestom prvič osvojila točke svetovnega pokala in dosegla svojo najboljšo uvrstitev v karieri. Še dvakrat se je uvrstila med dobitnice točk svetovnega pokala, 5. januarja 1993 na veleslalomu za Zlato lisico s 27. mestom in 7. marca istega leta na superveleslalomu v Morzinu z 29. mestom. V svojem edinem nastopu na svetovnem prvenstvu leta 1993 je osvojila 43. mesto v superveleslalomu.